# Bylbasivka
Bylbasivka o Bylbasovka (ucraniano: Билбасівка, ruso: Былбасовка) es un asentamiento urbano del raión de Sloviansk, en el óblast de Donetsk, Ucrania, a 8 km al noroeste desde el centro administrativo de la ciudad de Sloviansk. El poblado se encuentra en la cabecera del llamado caño Seco, separado del río Sujy Toréts (ucraniano: Сухий Торець, ruso: Сухой Торец), afluente izquierdo del río Kazennyi Toréts en la cuenca del río Donéts.  

## Población
La población de Bylbasivka en 1969 era de 9.500 habitantes; en 1999 de 7.100 residentes; en 2011 de 6.310 habitantes; en 1 de enero de 2015 de 6187 habitantes; en 1 de enero de 2016 de 6147 habitantes; en 1 de enero de 2017 en 6063 habitantes.; en 1 de enero de 2018 fue estimada en 5994 habitantes.

## Historia
Bylbasivka surgió como un asentamiento cosaco en 1670. Hasta 1799, no había iglesia en la slobodá de Bylbasivka, por lo que los residentes eran feligreses de la iglesia de la Señal de la Santísima Virgen en el pueblo de Známenske.
Entre 1858 y 1919, en el poblado estaba la iglesia de la Transfiguración. El poblado fue ocupado por las tropas nazis desde el 16 de mayo de 1942, hasta el 7 de septiembre de 1943. Guerra del Dombás: En abril de 2014, los activistas de las fuerzas prorrusas establecieron puestos de control en el territorio de la Comuna de Byblasovka y las comunas vecinas El 20 de abril de 2014, hubo un bombardeo, entre la población civil resultaron heridos y asesinados, las partes en el conflicto se acusaron mutuamente de bombardeos En septiembre de 2016, la Misión Especial de Observación de la OSCE visitó Bylbasivka, controlado por el gobierno ucraniano en el marco de las visitas a las escuelas a ambos lados de la línea de demarcación

## Economía
Las actividades principales son la agricultura y la ganadería de carne y leche. En las cercanías funciona una procesadora de pescado.